# ألان غراي
ألان غراي (بالإنجليزية: Alan Gray)‏ (2 مايو 1974 بكارلايل في المملكة المتحدة - ) هو لاعب كرة قدم بريطاني في مركز الظهير. لعب مع كوين أوف ساوث ونادي دونكاستر روفرز ونادي كارلايل يونايتد وبيشوب أوكلاند ‏ ونادي ووركينغتون ودارلينجتون إف سى.

## وصلات خارجية
- ألان غراي على موقع قاعدة بيانات كرة القدم.إي يو (الإنجليزية)
- ألان غراي على موقع Soccerbase.com (لاعب) (الإنجليزية)